# Saint-Christol (Hérault)
Saint-Christol is een plaats en voormalige gemeente in het Franse departement Hérault (regio Occitanie) en telt 1346 inwoners (2005). De plaats maakt deel uit van het arrondissement Montpellier. Saint-Christol is op 1 januari 2019 gefuseerd met de gemeente Vérargues tot de gemeente Entre-Vignes. 

## Geografie
De oppervlakte van Saint-Christol bedraagt 11,3 km², de bevolkingsdichtheid is 119,1 inwoners per km².
De onderstaande kaart toont de ligging van Saint-Christol (Hérault) met de belangrijkste infrastructuur en aangrenzende gemeenten.

## Demografie
Onderstaande figuur toont het verloop van het inwonertal (bron: INSEE-tellingen).